# Gananoque

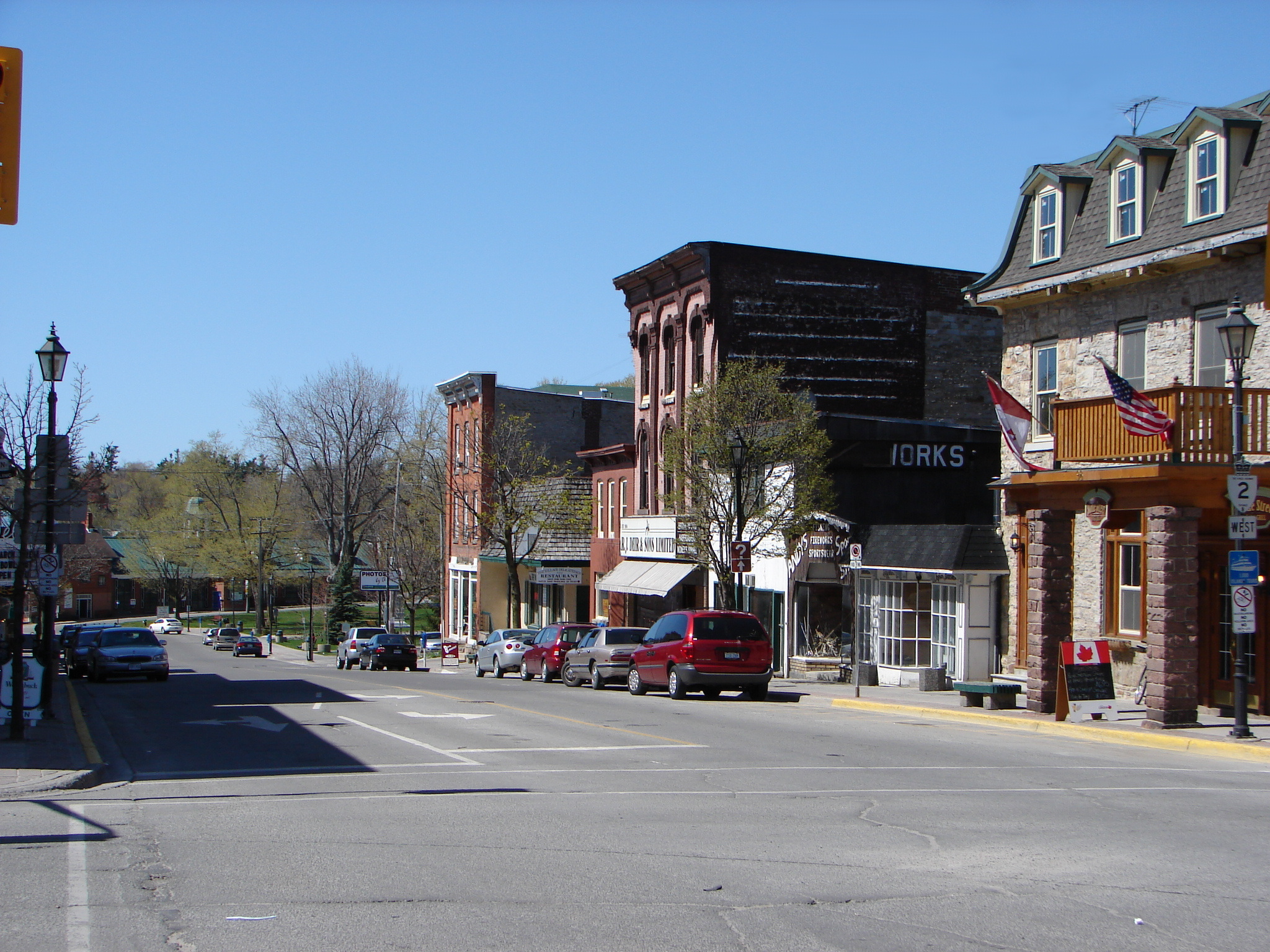
Gananoque

Gananoque é uma cidade da província canadense de Ontário. Faz parte do Condado de Leeds e Grenville, embora seja de facto uma cidade independente pois o condado não possui nenhum poder sobre a cidade. Possui cerca de 5,2 mil habitantes.